# Brico Club
Brico Club est une série télévisée d'animation de 13 minutes, produite par Futurikon et réalisée par Pascal David. La série est diffusée sur France 5 dans Zouzous depuis le 5 septembre 2012 et rediffusée sur France 4 également dans Zouzous, diffusé sur Yoopa sous le nom : Bienvenue au B.R.I.C.O. Club, depuis le 16 juillet 2013 et en Suisse sur RTS Deux.

## Synopsis
Le Brico Club imagine la vie tendre de quatre bons copains de 7 à 8 ans. Ensemble, ils forment une petite bande qui adore partager leur temps libre et leur passion pour les loisirs créatifs.
Le moteur du Brico Club, c’est avant tout l’amitié qui lie Clara, Ben, Li Mei et Driss. Tous
quatre habitent dans le même quartier, vont à l’école, s’amusent, se fâchent, se réconcilient… et aiment se retrouver dans leur atelier pour bricoler. Généreux, méticuleux, sportif, artiste dans l’âme, chacun de nos quatre héros bricoleurs possède un caractère bien trempé et ses petites failles, qui les rendent tous uniques et complices.
La force de cette troupe de choc ? Leur passion commune pour les loisirs créatifs, l’envie d’imaginer, de créer, d’inventer et de bricoler ensemble. C’est cette passion créative qu’ils aiment partager en aidant leurs copains et leur entourage à résoudre des petits soucis ou embellir le quotidien grâce à la fabrication d’objets utiles et modernes.

## Distribution
- Brigitte Lecordier : Ben
- Audrey Sablé : Clara
- Angèle Humeau : Li Mei
- Sophie Riffont : Driss
- Brigitte Virtudes : Mme Mnouchka
- Vincent Ropion

- Version originale
  - Studio d’enregistrement : Talk Over[1]
  - Direction artistique : Nathalie Homs
  - Musique: Benjamin Farley et Antoine Furet

## Liste des épisodes
1. Rentrée surprise
2. Les cartons d’Hugo
3. Catch à club
4. Les robots de 4 heures
5. La tête dans les étoiles
6. Des fleurs dans la tête
7. Mamie gâteau
8. Papillonus moustachus
9. Les monstres nuits
10. Microlympique
11. Adieu Zaza
12. Benny pas de bol
13. Le réveil sieste
14. Docteur Li
15. Le maître des clefs
16. Trou de memory
17. Hoquet club
18. C’est dans la poche!
19. Stake perle
20. Esprit de Noël
21. Duel d’esquisse’’
22. La course aux cartes
23. Le cadeau du bout du monde
24. Bienvenue au club
25. Le Roméo de la bricole
26. L’esprit d’équipe’’
27. Un vélo pour tous